# Bihartorda
Bihartorda is een plaats (község) en gemeente in het Hongaarse comitaat Hajdú-Bihar. Bihartorda telt 1000 inwoners (2001).